# District militaire Volga-Oural

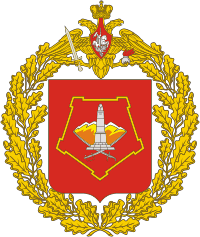
Emblème du district militaire Volga-Oural.

Le district militaire Volga-Oural  (Приво́лжско−Ура́льский военный округ, ПУрВО) est un district militaire ayant existé de 1989 à 1992 en  RSFSR et de 2001 à 2010 en 
fédération de Russie pour les forces armées, dans les régions de la Volga et de l'Oural. Il est formé par la fusion des districts militaires de la Volga et de l'Oural.
Le district militaire sibérien s'est joint à lui en 2010 pour former le district militaire central. L'état-major se trouve à Ekaterinbourg. 

## Commandants

### 1989–1992
- Colonel-général Albert Makachov (1er septembre 1989 – 31 août 1991)
- Colonel-général Anatoli Sergueïev (31 août 1991 – 7 juillet 1992)

### 2001–2010
- Colonel-général (général d'armée à partir de juin 2004) Alexandre Baranov (19 juillet 2001 – 19 juillet 2004)
- Général d'armée Vladimir Boldyrev (19 juillet 2004 – 1er août 2008)
- Lieutenant-général (promu colonel-général en juin 2010) Arkadi Bakhine (3 décembre 2008 – 22 juillet 2010)